# Белкин, Юрий Викторович
Ю́рий Ви́кторович Бе́лкин (род. 27 июня 1953 года, Соликамск, Пермская область, РСФСР, СССР) — российский хоккеист, тренер.

## Биография
Родился в 1953 году в Соликамске. Воспитанник местной хоккейной команды «Металлург» (первый тренер В. Г. Голубев), созданной при Соликамском магниевом заводе. В 1971 году переехал в Кирово-Чепецк, где стал выступать за игравшую во второй лиге чемпионата СССР «Олимпию».
В ходе сезона 1974/1975 перешёл в саратовский «Кристалл», который в этом сезоне выбыл из высшей лиги, но в следующем стал победителем первенства СССР среди команд первой лиги и вернулся в высший дивизион. Сезон 1975/1976 играл в первой лиге: начав его в ижевской «Ижстали», и закончив в команде СКА Сведловск, выбывшей во вторую лигу.
В 1978 году был приглашён в выступающий в высшей лиге челябинский «Трактор», где за 2 сезона сыграл 59 игр, забросил 10 шайб и набрал 17 очков. В 1980—1983 годах играл в первой лиге за тюменский «Рубин», закончил игровую карьеру, вернувшись в «Олимпию», где в 1983—1986 годах был играющим тренером.
В 1986—1990 годах возглавил тренерский штаб «Олимпии». Затем многие годы занимался предпринимательской деятельностью, проживал в Кирово-Чепецке. В 2004—2007 годах вернулся к тренерской работе в «Олимпии», игравшей в Западной зоне Высшей лиги чемпионата России.
Окончил Государственный центральный ордена Ленина институт физической культуры.
С 2015 года директор кирово-чепецкой ДЮСШ «Олимпия».